# 51 (číslo)
Padesát jedna je přirozené číslo. Následuje po číslu padesát a předchází číslu padesát dva. Řadová číslovka je padesátý první nebo jednapadesátý. Římskými číslicemi se zapisuje LI.

## Matematika
- je to šesté Motzkinovo číslo
- také se jedná o pětiúhelníkové číslo

## Chemie
- 51 je atomové číslo antimonu

## Astronomie
- 51 Pegasi je hvězda v souhvězdí Pegase a první hvězda podobná Slunci, u které byla objevena planeta

## Ostatní
- +51 je mezinárodní telefonní předvolba Peru

## Roky
- 51
- 51 př. n. l.
- 1951